# Mal viaje
La expresión "mal viaje" (también se usa la expresión en inglés bad trip) es un término que designa una crisis psicodélica, es decir, una experiencia inquietante por lo general asociada al uso de una droga psicodélica como LSD, Salvinorina, DXM, mescalina, psilocibina, DMT e incluso a otras drogas como el MDMA. Sus manifestaciones pueden variar desde sentimientos de vaga ansiedad, alucinaciones desagradables, agitación psicomotora, desconfianza en las personas del entorno o temblores, entre otras. El mal viaje puede ser exacerbado por la inexperiencia o irresponsabilidad del usuario o la falta de un ambiente debidamente propicio para el viaje, y son los reflejos de tensiones psicológicas no resueltas que se disparan durante el curso de la experiencia.
Los especialistas en la comunidad de psicoterapia psicodélica no consideran que las experiencias desagradables sean necesariamente amenazantes o negativas, sino que hacen hincapié en su potencial de ser altamente beneficiosas para el usuario al ser debidamente resueltas.[cita requerida]

## Aspectos
Durante una crisis psicodélica pueden ocurrir diversas reacciones, desde un sentimiento de miedo hasta un ataque de pánico. El mal viaje puede hacer que el sujeto se sienta abrumado por la desconexión causada por el alucinógeno, y hacerle temer que vira hacia la locura, o que no regresará nunca a la realidad. Otras reacciones incluyen la amplificación de los propios miedos o temores.
Un usuario afectado por una crisis puede exhibir tendencias a lastimarse a sí mismo o a otros a su alrededor, puede tener ideas suicidas o infligirse daño con verdaderos parasuicidios. Debido a la magnificación de las emociones, muchos alucinógenos pueden originar ideas de muerte y reacciones adversas muy intensas; el sujeto puede llegar a creer que su muerte es inminente o que el universo en su totalidad colapsa; un envejecimiento acelerado en otras personas puede formar parte de la experiencia, perpetuando los ya mencionados miedos y potenciándolos aún más.
Un mal viaje puede afectar las nociones normales de tiempo, espacio y persona, alterándolas sustancialmente causando temor y desorientación. El sujeto puede empeorar su condición al tratar de combatir la experiencia psicodélica una vez comenzado el viaje; puede tener ilusiones de insectos que se arrastran hacia él, o de encontrarse en lugares muy sucios como por ejemplo desagües.

### La imprevisibilidad de la experiencia
Los efectos de las drogas psicodélicas varían ampliamente de un individuo a otro, y de una ocasión a otra. A veces las personas bajo la influencia de estas drogas no entienden que han tomado una droga y creen que nunca volverán a su estado sobrio. En los casos en que el individuo no puede mantenerse a salvo, la hospitalización puede ser útil, aunque en el caso de las personas que no gozan de sus facultades mentales, esta práctica no es aceptada por los defensores del uso de compuestos psicoactivos con fines recreativos o de investigación. La psicosis se agrava en las personas que ya sufren de esta condición.